# Gumbiro
Gumbiro (auch Gumbilo) ist ein Verwaltungsbezirk (Ward) des Distrikts Madaba in der tansanischen Region Ruvuma.

## Geografie
Gumbiro liegt im Südwesten von Tansania etwa 50 Kilometer Luftlinie nördlich der Regionshauptstadt Songea. Der Bezirk grenzt im Nordosten an Kitanda, im Südosten an Mputa, im Süden an Mtyangimbole und im Westen an Mkongotema. Bei der Volkszählung 2022 lebten 8328 Menschen in 2092 Haushalten auf einer Fläche von 1014 Quadratkilometern.

## Gliederung
Der Bezirk besteht aus einer Gemeinde (Mtaa) mit 21 Orten (Kitongoji):
| Gumbiro - Gumbiro A - Gumbiro B - Amani - Stand A - Stand B - Kiwanjani A - Kiwanjani B - Mfaranyaki - Msiende Mbali - Mabatini - Hapakwetu - Kilimahewa - Mabatini - Mdunduwalo - Ilela - Mnazimmoja - Stend - Sokoine - Kibaoni - Mchekwa - Mjimwema |

## Infrastruktur
- Bildung: Die Gumbiro Secondary School ist eine staatliche weiterführende Schule. Sie bildet sowohl als Tages- als auch als Internatsschule Jugendliche bis zur 4. Stufe aus.[7]
- Gesundheit: Im Bezirk gibt es eine öffentliche Apotheke.[8]
- Verkehr: Durch Gumbiro verläuft die asphaltierte Nationalstraße, die von Songea zum Malawisee führt.[9]